# Pow woW
Pow woW är en fransk a cappellagrupp. Gruppen tar ofta elektroniska instrument till sin hjälp, som synthesizers och trummaskiner. En av deras största hits är en fransk version av sången "The Lion Sleeps Tonight", som översatts till "Le lion est mort ce soir".

## Medlemmar
- Alain Chennevière
- Ahmed Mouici
- Pascal Periz
- Bertrand Pierre

## Diskografi

### Album
- Regagner les plaines (1992)
- Comme un guetteur (1993)
- Pow woW (1995)
- Quatre (1995)
- Master série (1998)
- Chanter (2006)